# Estación de Huelva-Odiel
Huelva-Odiel, también conocida coloquialmente como la estación de Zafra, fue una estación de ferrocarril situada en la ciudad española de Huelva, en la provincia homónima. En la actualidad las instalaciones se encuentran desmanteladas en su casi totalidad.

## Historia
La estación, inicialmente propiedad de la Compañía del Ferrocarril de Zafra a Huelva, entró en servicio en 1886 y constituía la estación término de la línea férrea Zafra-Huelva. Además del edificio de viajeros, el complejo ferroviario contaba con una amplia playa de vías, un edificio de oficinas, talleres, depósito de locomotoras y una rotonda giratoria con vías cubiertas. También disponía de una conexión ferroviaria con el puerto y con la estación de Huelva-Término, que servía a la línea Sevilla-Huelva. En 1941 la nacionalización del ferrocarril de ancho ibérico supuso la desaparición de todas las compañías existentes y la creación de RENFE, que pasó a hacerse cargo de las instalaciones. Se mantendría en servicio hasta su clausura el 23 de julio de 1976.
Tras su cierre las instalaciones fueron desmanteladas, lo que supuso la desaparición del histórico complejo de vías, talleres y silos mineros. El antiguo tráfico de mercancías fue asumido por la nueva estación de Huelva-Mercancías. El edificio de pasajeros y otras instalaciones fueron derruidos, si bien las antiguas oficinas fueron rehabilitadas y reconvertidas en dependencias de la Junta de Andalucía.